# ミニブタ

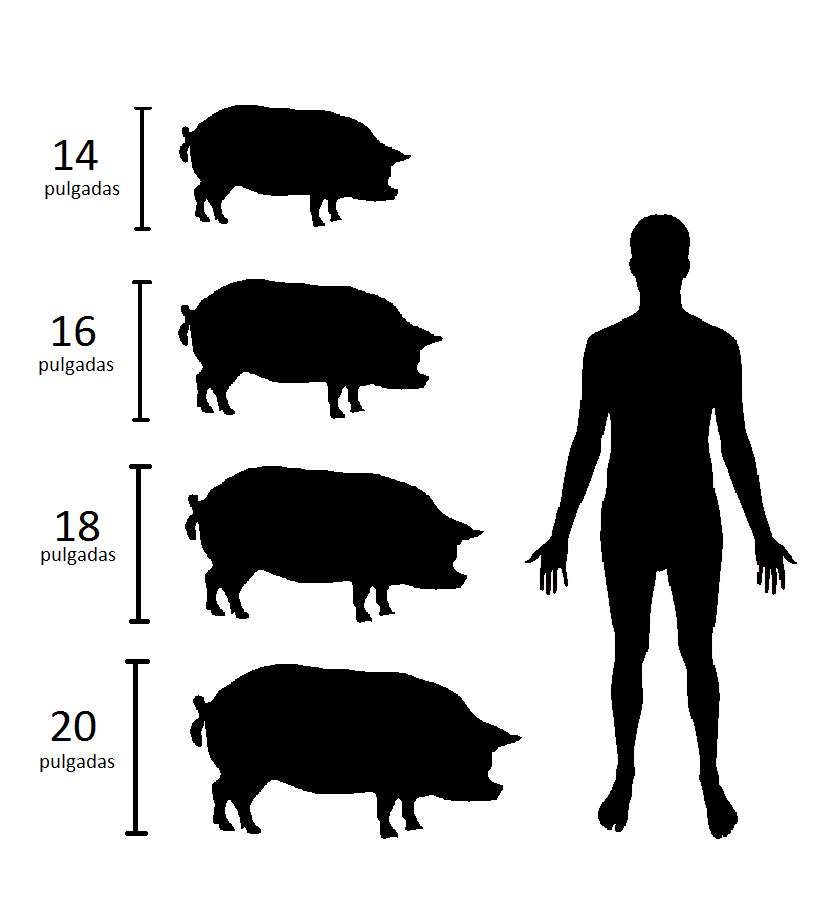
アメリカミニブタ協会（AMPA）によるミニブタ等級の模式図。成熟時に前肩部の高さ20インチ（≒50センチメートル）未満もの、と定義している。

ミニブタ（英語：miniature pig、mini-pig）とは、実験動物・愛玩動物として、概ね100キログラム以下の小型に品種改良したブタのこと。品種名ではない。

## 概要
ミニブタに規定はなく、一般的には200キログラム以上になる家畜用ブタと比較して小型のものをミニブタと呼んでいる。ブタとして「ミニ」であっても、体重は概ね40～70キログラムあり、100キログラム以上に育つ個体もある。太りすぎると足への負担から起立や歩行が困難になるため、動物園などで飼育する場合は、餌の種類や量、運動量などの適正化を図るなど、細やかな体重管理が必要である。元々家畜として飼われていたブタの小型のもの（中国南部、東南アジアのものが多い）と、交雑によって作られた種類とがある。交雑種は主に実験動物用に開発されたものである。代表的な品種であるゲッチンゲンミニブタは、1949年に実験用として開発されたドイツのランドレース種とベトナムポットベリーとミネソタミニブタの交配種である。平均寿命は10～15年。視力が弱く、青色のみを判別する色盲である。雄雌双方に犬歯が発達した牙を持つが、雄の牙は生涯伸び続け、放置すると皮膚を貫通することもあるため、定期的に切るなどのケアが必要である。
ミニブタより更に小型に品種改良された「マイクロブタ」も存在する。

## ミニブタの餌
経済豚の肥育豚のえさは「6か月で効率的に成長させるもの」であり、繁殖豚のえさは「効率的に子豚を生産する」ためのものである。15年程度健康に飼育するペットのミニブタのえさとは発想が異なる。ミニブタは実験動物として飼育されるところから、健康的でなくてはならないため、いたずらに肥育させないよう考慮し、動物実験に適したえさが開発されている。日本では飼料メーカー数社が生産している。
ミニブタ用の餌としてドッグフードはミニブタ用の餌に近いといわれるが、雑食性のブタにとっては足りない栄養素もあり適さない。ドッグフードを長期にわたって与え続ければ、人間の生活習慣病のような病気を発症する可能性もある。特に、元々肥満系であるポットベリー種のミニブタでは循環器、脚の関節への影響は甚大である。実験動物のような閉鎖的環境で飼わないペットブタは、フード以外にも野菜や果物などを適宜与えることが望ましい。
雑食性のため、動物園で飼育する場合は、旬の野菜や果物、高齢期の個体には海藻ミールを混ぜた飼料が与えられている。また個体差はあるが、酸味と苦みが苦手である。

## ポットベリーのペットとしての歴史
アメリカを主としてミニブタがペットとして愛玩されている。ほとんどは「ポットベリード・ピッグ」（Potbellied Pig、日本語で言えば「太鼓腹のブタ」）と呼ばれる小型のブタである。この種のブタは、1950年にフランス人がベトナムからヨーロッパに運び、動物園で初めて展示された。その子孫の18頭が1985年、カナダ人のキース・コネル (Keith Conell) によりカナダに輸入されてからこれらの子孫がアメリカ合衆国に輸入された。これらの子孫はコネル系統と言われる。その後数年間にわたって若干の他のポットベリーのグループが中国、イギリス、スウェーデン、ドイツから輸入された。その中でキース・リーヴィット (Keith Leavitt) の輸入したグループはリー (Lea) 系統と言われ、この2系統が今日アメリカにおいて血統が証明される2大系統である。コネル系統は鼻が短くパブ顔をしており、リー系統は鼻がやや長かったと言われている。
日本のペットのミニブタは20年前にアメリカから輸入されたものである。日本で最初に飼われていたのは徳島県で、『あわわ』という徳島県のタウン情報誌の他、メディアを通じ全国的に広まった。体型から見るとコネル系統とリー系統及びその交雑種と思われるだけでなく、いずれにも似ていない個体も散見される。中には「ゲッティンゲン」（ドイツのゲッティンゲン大学で創出された実験用小型ブタ）と称して販売されているミニブタも存在するが、血統書もなく真偽は不明である。

## ミニブタの所轄官庁
ミニブタの所轄官庁は曖昧である。農林水産省の広報によると「法定伝染病にかかれば農林水産省の管轄になりますが、正直な所、豚をペットで飼うことは考えられなかった」という。鶏を愛玩用に飼育・繁殖させれば「養鶏」の扱いになるが、ミニブタの飼育については官公庁によって曖昧であり、自治体によって扱いが異なる。

## その他の品種

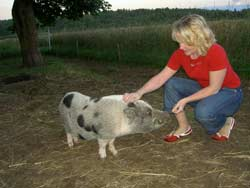
白地に黒斑のスウェディッシュ・ホワイト（Swedish white）。体重約30kg。

- スウェディッシュ・ホワイト（ノルウェー語版） - 東南アジア起源でスウェーデンで改良された白ブタ[12]。
- オサボー島豚（英語版） - スペイン起源のブタがジョージア州沖合のオサボー島で野生化したもの。孤立環境で小型化した[12]。
- メキシコ無毛ブタ（英語版） - ほぼ無毛の黒ブタ。ユカタン半島由来の交雑種。無毛の特性を生かし、実験動物としての小型化が進められた[12]。
- ギニアブタ（英語版） - African Pygmy pigとも。毛深い黒ブタ[12]。
- ジュリアナピッグ（Juliani Pigs） - 多彩な柄のため、Painted Miniture Pigとも呼ばれる[12]。2019年にサンフランシスコ国際空港でセラピー豚として導入された「リルー(LiLou)」もこの品種である[13] [14]。体重35～55ポンド（16～25キログラム）[15]。
- パネピント（Panepinto Micropigs） - ポットベリーとユカタンの交配種[12]。パデュー大学で行われたブタにビデオゲームをプレイさせる実験で用いられたうちの2頭がこの品種である[16]。体重15～25キログラム[17]。
- クラウン系ミニブタ - 日本で開発された品種。ゲッティンゲンに、日本で開発されたオーミニ系ミニブタを交配し、さらにそれを家畜ブタと交配して開発された。実験用動物として、「主要組織適合性抗原(MHC)が確立した国内唯一の大動物」である[18]。体重は7ヶ月齢で18kg、繁殖用で40～50kg[19]。